# Estremera
Estremera er en by og kommune i det centrale Spanien i Madrid-regionen. Den har et indbyggertal på 1.467 (2024) indbyggere.